# Georg Andersen (Ringer)
Georg „Jonny“ Andersen (* 5. Juli 1887 in Hamburg; † unbekannt) war ein deutscher Ringer.

## Biografie
Georg Andersen belegte bei den Weltmeisterschaften 1910 im Federgewicht des griechisch-römischen Stils den sechsten Platz. Bei den Olympischen Sommerspielen 1912 verlor er in der Federgewichtsklasse im griechisch-römischen Stil seine ersten zwei Kämpfe und schied somit vorzeitig aus. In der gleichen Klasse gewann er 1921 den Europameistertitel.